# هاوارد دونالد
هاوارد دونالد (به انگلیسی: Howard Donald) (زاده ۲۸ آوریل ۱۹۶۸) خوانندهٔ-ترانه‌سرا، درامر، پیانیست، رقاص، دی‌جی و تهیه‌کننده موسیقی هاوس اهل انگلستان است.
او عضو گروه تیک دت است.